# Chlumec (district d'Ústí nad Labem)
Pour les articles homonymes, voir Chlumec.
Chlumec (en allemand : Kulm) est une ville du district et de la région d'Ústí nad Labem, en Tchéquie. Sa population s'élevait à 4 253 habitants en 2023.

## Géographie
Chlumec se trouve à 10 km au nord-ouest du centre d'Ústí nad Labem et à 78 km au nord-ouest de Prague.

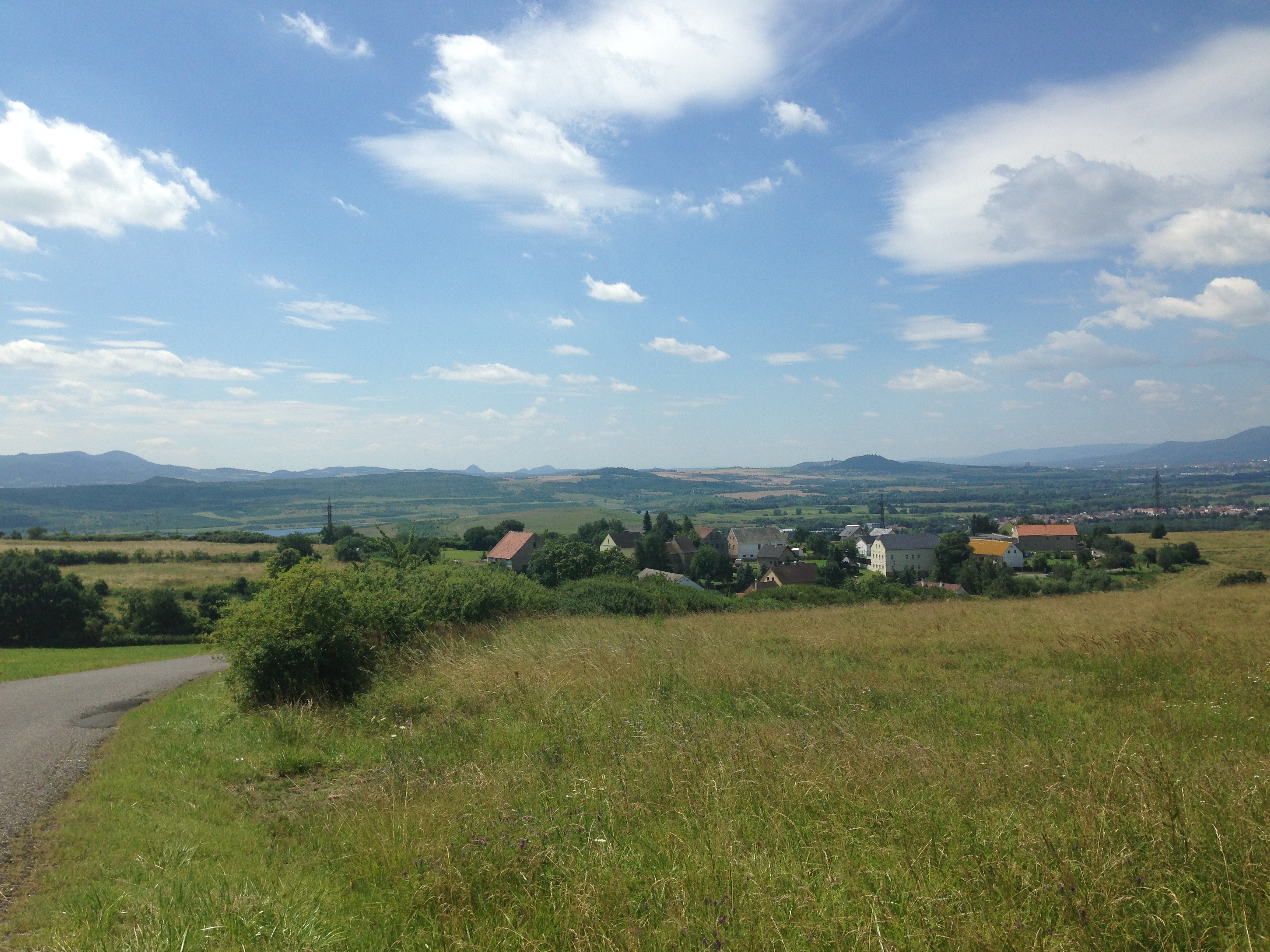
Hameau de Střížovice : vue générale.

La commune est limitée par Telnice au nord et au nord-est, par Ústí nad Labem à l'est, par Chabařovice au sud, et par Přestanov et Krupka à l'ouest. Une section de la commune est séparée par Chabařovice ; elle est limitée par Ústí nad Labem au nord, à l'est et au sud-est, et par Chabařovice au sud-ouest et à l'ouest.

## Histoire
La première mention écrite du village date de 993. 
Lors de la Sixième Coalition contre la France de Napoléon Ier eut lieu en 1813, la bataille de Kulm.

## Administration
La commune se compose de six sections :
- Chlumec
- Stradov
- Žandov

dont trois sections exclavées :
- Střížovice
- Český Újezd
- Hrbovice

## Transports
Par la route, Chuderov se trouve à 9 km d'Ústí nad Labem et à 92 km de Prague. Chlumec est desservie par l'autoroute D8, qui relie Prague à Ústí nad Labem et à la frontière allemande. La sortie 74 se trouve à 1,7 km du centre-ville.

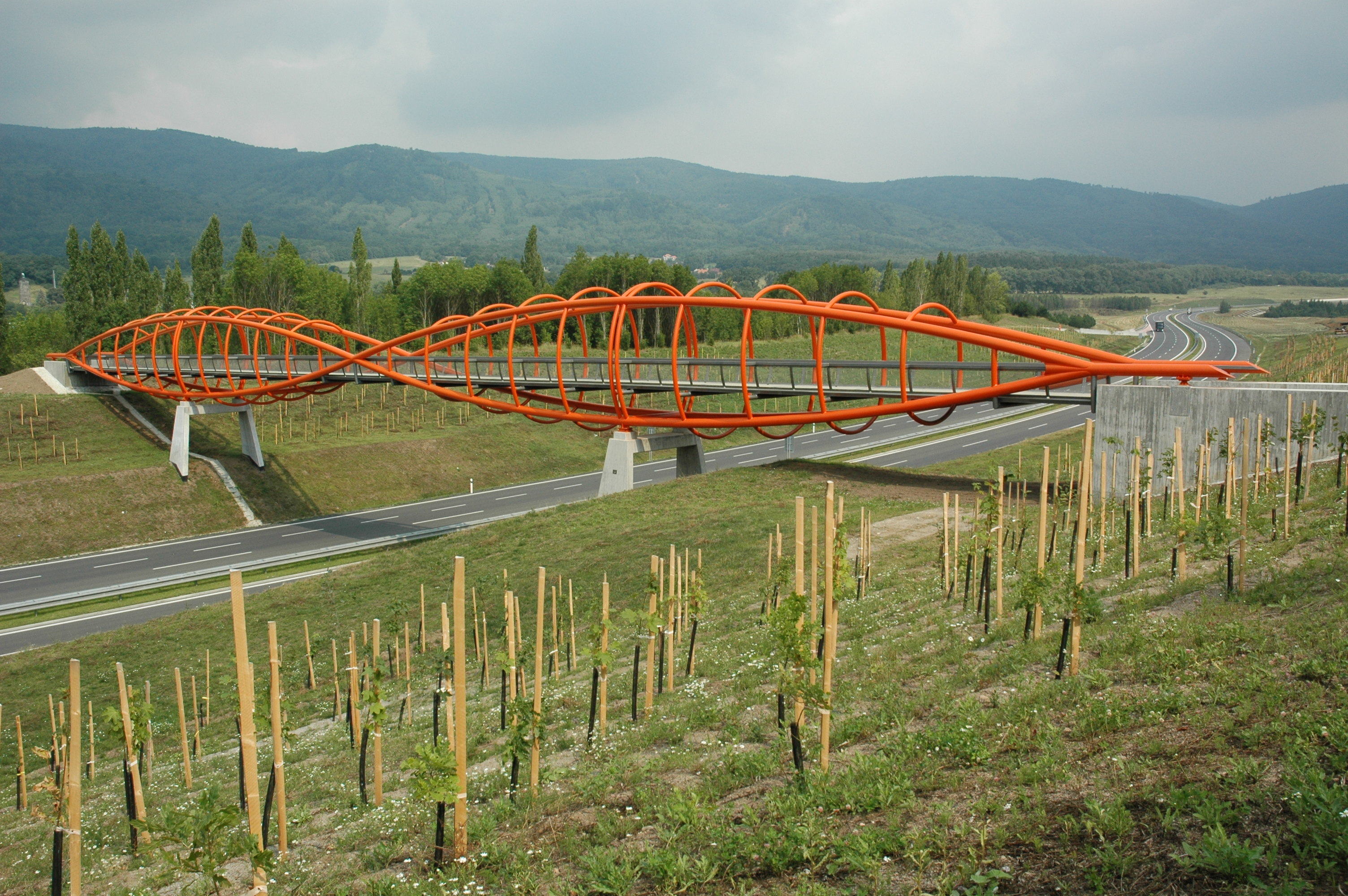
Passerelle pour piétons sur l'autoroute D8.